# Tranvía de Mulhouse
El tranvía de Mulhouse (en francés: Tramway de Mulhouse; en alsaciano, D'Strossabàhn Milhüsa) es una red de tranvías en la ciudad francesa de Mulhouse en Alsacia, Francia . Comenzó a funcionar en 2006 y ahora comprende tres líneas puramente de tranvía, más una línea híbrida de tren-tranvía .

## Servicios de tranvía

Plano esquemático de la red

Las tres líneas puramente de tranvía se cruzan en la parada de Porte Jeune en el centro de Mulhouse y comprenden las siguientes:
- Línea de la Estación Central a Châtaignier
- Línea de Nouveau Bassin a Coteaux
- Línea de la Estación Central a Lutterbach

Las líneas 1 y 2 se inauguraron en el 2006, mientras que la línea 3 es una obra corta de la línea de tren-tranvía y se inauguró en diciembre de 2010 junto con esa línea. Está prevista la ampliación de la línea 1, de Châtaignier a Bosquets du Roy y de la línea 2, de Nouveau Bassin a Jonquilles.
La red está electrificada a 750 V DC usando la recolección de energía aérea. Los servicios son proporcionados por una flota de veintidós tranvías Alstom Citadis 302 que miden 32 metros de largo. Tanto la red como los tranvías son operados por Soléa, que también opera la red de autobuses de la ciudad, en nombre de Mulhouse Alsace Agglomération (MAA).

## Servicios de tren-tranvía

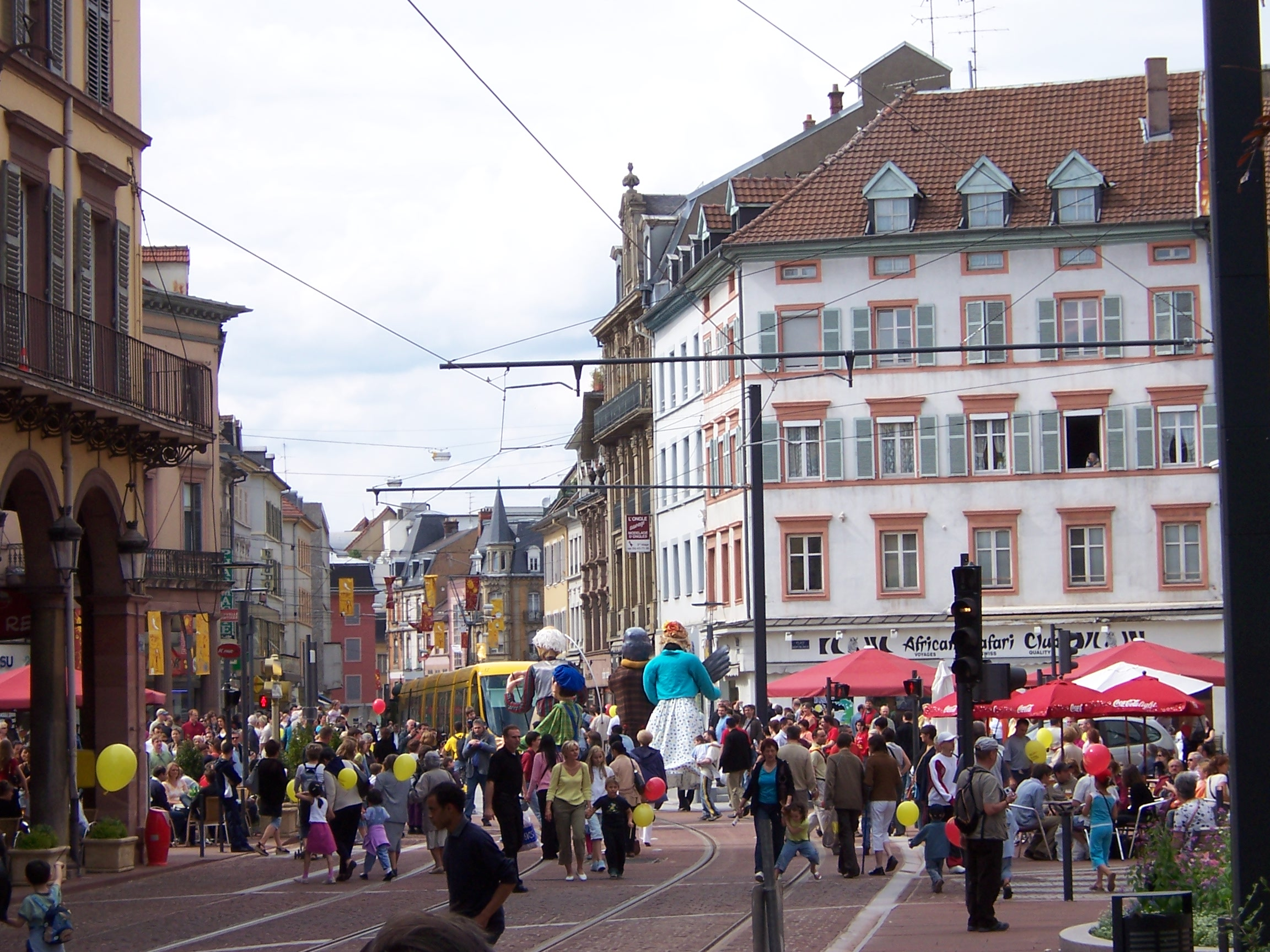
Fiesta de inauguración del tranvía de Mulhouse en 2006.

La línea de tren-tranvía va desde la Estación Central hasta Thann, con una extensión propuesta hasta Kruth . La línea sigue las vías existentes de las líneas 1 desde la Estación Central hasta Porte Jeune, y de la línea 2 desde allí hasta Daguerre. Aquí se bifurca a un tramo de nueva vía de tranvía de 4,2 kilómetros construido en paralelo a la línea principal de ferrocarril París-Mulhouse hasta llegar a Lutterbach. Esta línea, que es mixta de vía simple y doble, y electrificada a 750 V CC, es utilizada tanto por el servicio de tren-tranvía como por la línea 3 puramente tranviaria.
En Lutterbach, se realiza una conexión con la línea ferroviaria existente a Thann y Kruth. Esta línea está electrificada a 25 kV 50 Hz CA entre Lutterbach y Thann St Jacques (la antigua Thann Nord), y es de vía única con bucles de paso. Lleva tanto el servicio de tren-tranvía como un servicio de automotor diésel de SNCF a Kruth, que utiliza la línea ferroviaria principal entre Lutterbach y la Estación Central. Los trenes de carga también circulan por esta línea por la noche.
Una segunda fase de la línea implicará extender la electrificación hasta Kruth, permitiendo que los trenes-tranvía lleguen hasta allí, y también permitiendo que la SNCF reemplace el servicio de vagones diésel con una unidad eléctrica. Sin embargo, aún no se han determinado plazos de tiempo para iniciar esta obra.
El servicio de tranvía-tren utiliza 12 trenes-tranvías Siemens Avanto (Siemens S70) que miden 36,68 metros de largo. Estas unidades fueron financiadas y son propiedad conjunta de la región de Alsacia y la MAA. Los conductores proceden en un 75% de SNCF y un 25% de Soléa. La línea hasta Lutterbach es responsabilidad de Soléa, y SNCF asume la responsabilidad desde allí hasta Thann y Kruth.

## Galería
|                                                                                    |
| Un vehículo del tranvía de Mulhouse prestado a Buenos Aires en septiembre de 2008. |

|                                                                 |
| Un vehículo del tranvía de Mulhouse prestado a Utrecht en 2008. |

|                                                                   |
| Un vehículo del tranvía de Mulhouse prestado a Melbourne en 2008. |

|                      |
| Interior de un tren. |